# Вулька (Луківський повіт)
Вулька (пол. Wólka) — село в Польщі, у гміні Серокомля Луківського повіту Люблінського воєводства.
Населення — 265 осіб (2011).
У 1975-1998 роках село належало до Седлецького воєводства.

## Демографія
Демографічна структура станом на 31 березня 2011 року:
|          | Загалом | Допрацездатний вік | Працездатний вік | Постпрацездатний вік |
| -------- | ------- | ------------------ | ---------------- | -------------------- |
| Чоловіки | 124     | 35                 | 74               | 15                   |
| Жінки    | 141     | 33                 | 75               | 33                   |
| Разом    | 265     | 68                 | 149              | 48                   |